# フランチェスコ・バルサンティ
フランチェスコ・バルサンティ（Francesco Barsanti, 1690年 - 1772年）は、イタリア出身の作曲家、フルート奏者、オーボエ奏者。イギリスで活動した。
ルッカ出身。1708年にパドヴァに行き科学を学んだが、パドヴァでの演奏会に触れて音楽に専念することに決めた。パドヴァで音楽を学んだ後、1714年からロンドンでオーケストラ奏者として活動した。1735年にスコットランドの女性と結婚し、以後スコットランドで生活をした。1750年にロンドンに戻ったが、今度はヴィオリストとしてだった。ロンドンの劇場で演奏活動を行ったが、貧困のうちに死去した。

## 作品
- リコーダーと通奏低音のための6つのソナタ Op.1
- フルートと通奏低音のための6つのソナタ Op.2
- 10のコンチェルト・グロッソ Op.3
- 9つの序曲集 Op.4
- 古いスコットランドの旋律集